# Misty Hyman
Misty Dawn Marie Hyman (Mesa (Arizona), 23 maart 1979) is een voormalig topzwemster uit de Verenigde Staten, die de gouden medaille won op de 200 meter vlinderslag bij de Olympische Spelen in Sydney (2000).
Zo verbijsterd over haar eigen machtsvertoon in Australië was Hyman dat ze, vlak na het aantikken, tot elf keer toe het "OH, MY GOD!" over de tong liet rollen, voordat ze besefte dat ze zojuist de gedoodverfde favoriete Susie O'Neill had verslagen. Hyman, in 1984 gediagnosticeerd met astma en in 1995 al wereldkampioene (kortebaan) op de 100 meter rugslag, heeft 28 Amerikaanse en negen NCAA-titels op haar naam staan. In 2002 studeerde ze af aan de Stanford University; het betekende tegelijkertijd het einde van haar zwemcarrière.